# 藤乃理香
藤乃 理香（ふじの りか、9月2日生まれ）は、日本の元女性声優。主にアダルトゲームに声をあてている。2010年からAG-promotionに所属し、藤咲ちまから改名した。
2018年2月28日に所属していたAG-promotionのお知らせから所属を離れた事と同時に声優業を終了する旨の掲載が行われた。

## 人物
- 学生時代養成所に通うも家庭の事情などから退所し就職。2007年オーディションを受け『ソルティアンジュ魔法倶楽部』（逆瀬七役）で声優デビュー、フリーで活動する。2009年にAG-promotionのオーディションを受け合格、声優と仕事を両立し活動。仕事を2010年4月に退社AG-promotion正式所属となる[3]。

- 好きな声優は事務所の先輩であった御苑生メイ。AG-promotionのオーディションを受けた理由も（当時）御苑生が所属していたことから[3]。

- 同じ事務所の葉村夏緒とは仲が良く、お互いを嫁と呼び合っている間柄[4]。

- 乱視のため眼鏡をかけており、眼鏡が大好きと語ったり、趣味の一つに眼鏡収集をあげるなど眼鏡にはこだわりを持っている。ないある！第64回に出演の際には「AG-promotionのめがねっ娘担当を目指している藤乃理香」と自己紹介をしている[5]。

- キャッチコピーは「真面目に不真面目」[1]。

## 出演作品
太字は主役・メインキャラクター

### PCゲーム

#### 2007年
- ソルティアンジュ魔法倶楽部（逆瀬 七）[6]

#### 2008年
- まままままま（桜坂 小春）[6]

#### 2009年
- ちゅぱしてあげる 〜スポーツクラブのおねえさん〜（女子高生、キャスター）[6]
- だっこしてぎゅっ! 〜オレの嫁は抱き枕〜[6]

#### 2010年
- Elle:PrieR 〜しあわせの欠片をさがして〜（佐久間 多恵）[6]
- Tiny Dungeon 〜BLACK and WHITE〜[6]
- Tiny Dungeon 〜BLESS of DRAGON〜[6]
- 処女はお姉さまに恋してる〜2人のエルダー〜 （土屋 さくら）[6]
- 恋と選挙とチョコレート （ちい）[6]

#### 2011年
- 他の男の精液で孕んでもいいですか…?5―双子の兄に媚肉開発されていた可憐彼女― （阿久津 美咲）[6]
- ロリパラ （ウェイトレス）[6]
- 委員長・響野香織の●●な日常〜もし憧れのあの子がアダルトショップの店長なら〜 （陸奥 百合）[6]
- ツンデレ義妹とラブラブHで恋しちゃお! （橘 美樹）[6]
- 現在もいつかもふぁるなルナ（カヤ）[6]
- 妹選抜☆総選挙 〜365人の妹いちゃラブマニフェスト〜（橘 きっか）[6]
- 姦染5 〜The Daybreak〜 （越智 茜梨）[6]
- 無限煉姦 〜恥辱にまみれし不死姫の輪舞〜（時枝）[7]
- アルバイトの先輩の女のコに仕事を教わっていたら始まっちゃうHな関係｡ （バニラ・シュラワット）

#### 2012年
- 昏き祟りの森で（今川 亮子）[8]
- 愛する妻が目の前で他人棒に貫かれ、よがり喘いでいく 〜ゴメンなさいあなた。でも、私気持ちいいの…〜（佐々木 芹香）[9]
- 魔王のくせに生イキだっ!（タオ）[10]
- 第2回妹選抜☆総選挙〜366人目の妹いちゃラブ後日談〜（橘 きっか）[11]
- 絶体絶命少女（神辻 美緒）[12]
- ディバインハート マキナ 外伝（パラサイト）[13]

#### 2013年
- 籠女の繭（結城 いさり）[14]
- 時計仕掛けのレイライン -残影の夜が明ける時-（諏訪 葵）[15]
- ドM男探偵がイク2 私のシモベになりなさいっ!（羽咋 ほたる）[16]
- こなかな2 Konatayori Kanatamade II（久永 久遠）[17]
- 明日もこの部室で会いましょう（天宮 夏音）[15]
- つるぺた×NTR 〜幼なじみ彼女の3年間の調教記録〜（水城 湊）[18]
- アクマでオシオキっ!（ニネ）[19]
- 強いられ妻・穂乃香 〜エロい体はあの背徳の快感を忘れられない〜（原田 穂乃香）[20]
- 夏の幼馴染と、冬のカノジョ（厳正院 玩鼓）[21]
- モンスターズ・レイド -魔に堕ちる姫騎士-（メイ・アーヴィン）[22]
- 1番じゃなきゃダメですかっ?（日下部 藍）[23]
- 通勤痴漢電車 アキバ行き〜女子校生に這い寄る無数の手〜（葛西 かすみ）[6]
- 魔王のくせに生イキだっ!2 〜今度は性戦だ!〜（タオ）
- 私立 寝取り学院2 -続・10人の彼氏持ち女子校生を“寝取って激イキ”させろ!-（坂本 智絵里、我孫子 由美）[6]

#### 2014年
- 愛する妻、渚の浮気告白 奥ゆかしい妻のカラダが、あいつの激ピストンでとろけていた真実（宗方 渚）[24]
- ドコのドナタの感情経路（上石 心菜）[25]
- ALIA's CARNIVAL!（白幸 桜子）[26]
- ナンパ生ハメ 中出し万歳6（渡良瀬 ともみ）[27]
- PRETTY×CATION（エレクトリーチカ・サプサン）[28]
- 触区 外伝 〜舶来退魔師、強制精飲責め〜（鷹瀬 クリス）[29]
- 超催眠術学園（玉出 雀）[30]
- セミラミスの天秤（笠井 陽子）[6]
- 大催眠乱交学園（松戸 葵）[31]
- できない私が、くり返す。（岩出山 未喜）[32]
- 魔王のくせに生イキだっ!とろとろトロピカル!（タオ）[33]
- 金髪太郎物語（坂田 桐）[34]
- トロピカルVACATION（クリオネ）[35]
- 寝取られ幼馴染み 他人棒が挿入済だった最愛彼女（皆川 水萌）[36]
- ハーレムめいと（メイドタイプ）[37]

#### 2015年
- きみはね 彼女と彼女の恋する1ヶ月（鷹岡 祥子）[38]
- セミラミスの天秤 Fated Dolls（笠井 陽子）[6]
- エンジェルゲーム（東城 慶子）[39]
- 戦乙女らんなばうとっ!（トロン＝オークス）[40]
- 魔将の贄3 〜白濁の海に沈む淫辱の隷姫〜（クレア・コクラウン）[41]
- 逆催眠 思い切り僕を愛して苛めて可愛がって（武生 みりあ）[42]
- ALIA's CARNIVAL! Flowering Sky（白幸 桜子）[43]
- 私立 寝取り学院2 -続・10人の彼氏持ち女子校生を“寝取って激イキ”させろ!-（姫宮 麻衣）[44]
- とある彼女の検索履歴（藤原 雪乃）[45]
- 飼育×彼女2（井波 のぞみ）[46]
- ディバインハートSP 〜ラストリゾート 秘島の獣欲プリズン〜（クローンカレン・イクス）[47]
- おっぱいぱいぱい 平均バスト100cmのハーレム生活（シャーロット・クリスタ）[48]
- 姦染 CLIPPING CHRONICLE（清原 梨里）[49]

#### 2016年
- 戦国†恋姫X〜乙女絢爛☆戦国絵巻〜（本多 悠季 正信）[50]
- Pure Marriage 〜赤い糸物語 まどか編〜（星ヶ丘 まどか）[51]
- ALIA's CARNIVAL! Wパッケージ（白幸 桜子）[52]
- 神楽訪神歌（三室 つぐみ）[53]
- なないろスクリプト（新田 文乃）[54]

#### 2017年
- 透けちゃって!! ～九死に一生を得て濃密セカンドライフ～ (不藤 飛鳥)
- いちゃラブ同棲せ～かつ 幼馴染みと朝から晩までいちゃいちゃいちゃいちゃ (日向 むつみ)
- トレジャーハンタークレア ～精液を集める冒険家～ (アリエッタ)
- 巨乳ドスケベ学園 ～処女たちの止まらない腰使い～ (楠田 奈緒)
- アオイロノート (中島 沙織)
- 触手ペット2 -絶対触手なんて好きにならないんだからね- (あずき)
- Pure Marriage ～赤い糸物語 セリカ編～ (星ヶ丘 まどか)
- 新人20歳のお姉ちゃんAVデビュー!! 悠木倫 ねーちゃん、いくらなんでもイキすぎだろ…… (悠木 倫)
- Pure Marriage ～赤い糸物語 さくら編～ (星ヶ丘 まどか)
- 恋ニ、甘味ヲソエテ (稲枝 ころん)

#### 2018年
- 少女と年の差、ふたまわり。 (青塚 水香)[55]
- Pure Marriage ～赤い糸物語 ハーレム編～ (星ヶ丘 まどか)[56]
- 彼女が異種族だった場合。 ～クールな先輩ダークエルフとの甘やかし同棲日誌～ (戸莉 エリナ)[57]
- 新人20歳のお姉ちゃんAVデビュー！！ 悠木倫 2 俺のねーちゃんは激イキ巨乳のAV女優 (悠木 倫)[58]
- 恋二、甘味ヲソエテ2 (稲枝 ころん)[59]

#### 2019年
- きみはね Couples ～彼女と彼女の恋する二ヶ月ちょっと～ (鷹岡 祥子)[60]
- 彼女が異種族だった場合～Complete Case～ (戸莉 エリナ)[61]
- ALL×CATION (エレクトリーチカ・サプサン)[62]

### 一般ゲーム
- カオスコード（美島 ルイ）[6]
- ラヴきゅん!アイドルバトル（櫻井 ほのか）[6]
- 戦国†恋姫〜乙女絢爛☆戦国絵巻〜（本多 悠季 正信）[63]
- ALIA's CARNIVAL! サクラメント（白幸 桜子）[64]

### オンライン/ソーシャルゲーム
- エンゲージナイツ 〜新約英雄大戦〜（光武帝）[65]
- Quiz of Walkure（ギルシア、ソフェル、リルル、ミリリ、ライム）[66]
- ラビリンスバインド（天使 桃実、鈴原 玲奈、砂黒 夢希）[66]

### OVA
- PRETTY×CATION #1 初恋、それぞれの距離（エレクトリーチカ・サプサン）[67]
- マヨヒガのお姉さん THE ANIMATION (夏己)
- 姦染５‐The Daybreak-ルートA絶望と悪夢の世界で (越智 茜梨)
- 巨乳ドスケベ学園 上巻 乙女クラブの秘密 (楠田 奈緒）[68]
- 巨乳ドスケベ学園 下巻 目指せ！ハーレムルート (楠田 奈緒）[69]

### CD
- Itaru/Time of Eternity[70]

### 歌
- Touch to Heart（『Itaru/Time of Eternity』）
- 消えた二人の地図（『Itaru/Time of Eternity』）
- 天使のシンフォニー（『Itaru/Time of Eternity』）
  - 歌：倉田まりや・藤乃理香・柚原みう・花澤さくら・星野七海
- 夢花火（『あやめの町とお姫様』OP曲）
- 同じ歩幅で、ずっと（『PRETTY×CATION』ED レーチェver.）
  - 歌：エレクトリーチカ・サプサン
- スパシーバ。（『ラブラブバースデーコレクション vol.3-エレクトリーチカ・サプサン-』収録 キャラクターソング）
  - 歌：エレクトリーチカ・サプサン
- Pure Marriage ～マーガレットの誓い～ (『Pure Marriage ～赤い糸物語 まどか編～』OP)
  - 歌：星ヶ丘まどか(CV:藤乃理香)
- KDG～きっと！大好き！ぎゅっとして！～  (『巨乳ドスケベ学園 ～処女たちの止まらない腰使い～』 OP)
  - 歌：藤乃理香・姫乃木つばさ

## ラジオ
- 藤乃理香のニャンのこれしき!
- ちまっと。カンパニー![71]
- ハム☆らじ
- ないある!（第89回 - 第133回 ）[72]